# Sant Antoni de Vilamajor
Sant Antoni de Vilamajor est une commune de la province de Barcelone, en Catalogne, en Espagne, de la comarque du Vallès Oriental

## Personnalités
- Úrsula Corberó, actrice espagnole ayant jouée entre autres dans Physique ou Chimie, On marche sur la tête et La Casa de papel dans le rôle de Tokio, est originaire de Sant Antoni de Vilamajor[1].
- Álex Palou, pilote automobile espagnol, est né à Sant Antoni de Vilamajor.